# Pseudomeloe hornioides
Pseudomeloe hornioides là một loài bọ cánh cứng thuộc họ van Meloidae. Loài này được Denier miêu tả khoa học năm 1921.